# Jean-François de La Harpe
Jean-François de La Harpe, född 20 november 1739, död 11 februari 1803, var en fransk författare och kritiker.
La Harpe författade till en början ytliga småpoem i rokokostil för att senare ägna sig åt tragedin. Hans maniererade talang väckte Voltaires intresse, och under dennes beskydd blev La Harpe litteratur- och teaterkritiker i Mercure 1768: Hans inflytelserika ställning bekraftades genom inval i Franska akademien 1776. 1786 påbörjade han vid den nygrundade "Lycée"-institutionen sitta litteraturhistoriska föreläsningar Cours de littérature ancienne et moderne (16 band, 1799-1805). På dessa grundar sig hans rykte som den slutande klassicismens smakdomare.

## Eftermäle
Asteroiden 13118 La Harpe är uppkallade efter honom.